# 汉娜·米肯德
汉娜·米肯德（英語：Hannah McKeand，1973年—），英国女探险家。
汉娜·米肯德毕业于拉姆佩特大学，31岁开始一心一意地从事探险活动。
2006年11月19日，她独自一人从南极洲的出发，跋涉707英里后，终于在伦敦时间12月28日下午8:33抵达南极极点，以40天的时间，创造了新的“单人最快南极探险纪录”。